# 法国大革命的起因
1789年至1799年法国大革命的起因眾多且複雜，為往後其他不同國家的政權起了前車可鑑的作用，一般視政治為最重要的因素。當時法國政府專制、腐敗，具有眾多被推翻政權的共同點。無論如何，其他因素亦在推動革命上起了重大的作用。

## 政治
- 亡于开明：十七世紀，法國國王路易十四时期的君主專制已发展到顶峰，国王擁有全國所有政治上的權力。在專制君主制的統治下，因批評政府的人而被拘捕的人不會經過公開審訊，而是直接被關進監牢。随后政局趋于平缓，法王路易十六统治时期，法国人民逐渐拥有了越来越多的权利。巴士底監獄被叛军攻占时，當時監獄裡只有7名囚犯就是最好的明证。
- 法国历史学家托克维尔说：“一个国家发生革命，并非总是因为人民的处境越来越坏。最经常的情况是：人民最初对暴虐的统治保持沉默，仿佛若无其事地忍受着这种统治的不合理之处；但是，当暴虐统治的压力一旦减少的时候，他们就会猛力推翻这种统治。被革命摧毁的政权，几乎总比它之前的政府制度有所改善。经验证明，对于一个坏的政府来说，最危险的时刻，通常是它开始改革的时候到来的……人民起初耐心忍受一些邪恶，认为这是不可避免的。而一旦他们认为有可能消除这些邪恶，邪恶就会变得是不可容忍的。”
- 政府腐敗：政府部門的庞杂及冗員令政府行政效率十分低下。路易十六在位多次更換主要官員，政策又變化無常，导致政治混亂。其生活極其奢侈，喜愛打獵及玩樂，逃避政事，令法國人民十分不滿。
- 三級會議：當時的法國國會三級會議由三個部分組成，分別是教士、貴族及平民。每個等級各有一票。這不公平的國會實在並無政治權力，而且在1614年後再沒有召開，直至1789年路易十六因為法國支持美國獨立戰爭而導致的財政問題，迫於無奈才再度召開。當時的中產階級認為，原本三級會議的制度不合理，便要求以300:300:600（貴族：教士：中產階級）的方式並將三級會議改制為國民會議，且要求實施君主立憲，立刻引來路易十六極度不滿，隔天便以整修凡爾賽宮為由，終止國民會議的召開，羅伯斯比爾等人便霸佔一旁的網球場，並發表網球場宣言。

## 經濟
在18世紀中，法國政府四處征戰，英法七年战争及法國參與美國獨立戰爭支出龐大，大量國庫耗於君主的娛樂活動、大事修葺皇宮及取悅愛人等。例如路易十六極其疼愛其妻瑪麗·安東尼特，縱容她生活奢華浪費、揮霍無度。最後國家財政入不敷出，於1788年宣告破產。由於政府花費龐大，人民需承擔重稅。然而當時稅制極度不公平。貴族及教士只需支付極少的稅金，擁有法國十分一土地的教會無需支付任何稅金，而財政能力最低的平民階級則需支付近乎全部的稅項。人民生活困苦，對政府不滿日深。
在1788年春，法国发生旱灾，并且法国还没有从发生在3年前干旱中恢复过来，在上次干旱中因饲料不足出现了大规模的屠宰牲畜的请况，造成以牲畜的排泄物为主要肥料的法国，农田肥力不足大量闲置。
1788年7月13日，周长达40毫米的冰雹连续敲打着农田，造成大量土地收成全无。同年冬天，法国处于严寒状态。持续不断的自然灾害造成法国粮食短缺，饥饿的民众也越来越愤怒，暴力倾向也越来越明显。毁灭性的雹暴之后的一年里，面包的价格涨到最高。在1789年7月14日巴士底狱被攻占的那一天，面包的价格也达到最高点。

## 社會
當時法國社會階級極不平等，貴族及教士擁有最多的土地，生活奢侈，卻能免於稅項，並手持最多的政治特权。而資產階級如醫生，律師，商人，廠主等，他們聰明、富有但並無任何社會及政治地位，更不能成為政府官員。

## 美國獨立戰爭
法國在美國獨立戰爭中出兵支持美國，美國的勝利影響了出征的士兵，他們把民主思想帶回了法國，令法國人民萌生以革命爭取自由的思想。

## 新興啟蒙思想
由於政府的腐敗，人民開始抨擊政府，形成了思想启蒙运动，涌现伏尔泰、孟德斯鸠、卢梭、狄德罗等一大批思想開明的人物，以不同的途徑批評法國政府及社會。他們主要認為每個人都應有相同的權利。這些思想得到很多資產階級的支持，推動反法國政府革命思想的出現。